# Traveling Underground
Traveling Underground es el tercer y último álbum de estudio de la banda estadounidense Ian Lloyd & Stories. Fue publicado en diciembre de 1973 a través de Kama Sutra Records.

## Recepción de la crítica
Un escritor no especificado de la revista Cash Box declaró: “Destacando «Mammy Blue», el exitoso sencillo que siguió a su anterior éxito número uno «Brother Louie», este nuevo LP, que presenta al vocalista Ian Lloyd y la banda en su mejor momento desenfrenado, es una colección diversa destinada a impulsar al popular quinteto a nuevas alturas. Kerner y Wise coprodujeron el LP con el grupo con excepción de su siguiente sencillo, una versión humeante de «If It Feels Good, Do It», que el dúo produjo solo. El trabajo de Ken Bichel en «Hard When You're So Far Away» es increíble como siempre y la banda realmente se deprime con «Bridges», «Earthbound/Freefall» y especialmente con la canción que da nombre al álbum”. Un escritor no especificado de la revista Billboard escribió: “Esta banda ya ha producido dos magníficos LP, pero pasaron desapercibidos debido a la falta de un sencillo exitoso. Ahora, con «Brother Louie» detrás de ellos, han creado lo que tal vez sea el mejor set hasta ahora, con la poderosa voz de Ian Lloyd, un buen acompañamiento de rock de una banda destacada y una excelente integración entre instrumentos eléctricos y de cuerda”.

## Lista de canciones
| Lado uno |                                |                         |          |  |
| N.º      | Título                         | Escritor(es)            | Duración |  |
| 1.       | «Bridges»                      | Ian Lloyd               | 5:08     |  |
| 2.       | «Soft Rain»                    | Lloyd Steve Love        | 4:30     |  |
| 3.       | «Hard When You're So Far Away» | Love                    | 4:25     |  |
| 4.       | «If It Feels Good, Do It»      | Johnny Stevenson        | 2:47     |  |
| 5.       | «Mammy Blue»                   | Hubert Giraud Phil Trim | 3:40     |  |

| Lado dos |                          |                      |          |  |
| N.º      | Título                   | Escritor(es)         | Duración |  |
| 1.       | «Stories Untold»         | Lloyd                | 4:01     |  |
| 2.       | «I Can't Understand It»  | Love                 | 3:55     |  |
| 3.       | «Earthbound / Free Fall» | Lloyd Kenneth Bichel | 8:13     |  |
| 4.       | «Traveling Underground»  | Lloyd                | 4:31     |  |

## Créditos y personal
Créditos adaptados desde las notas de álbum de Traveling Underground.
Ian Lloyd & Stories
- Ian Lloyd – voces
- Steve Love – guitarra
- Kenneth Bichel – teclados, sintetizador ARP, Mellotron
- Bryan Madey – batería, percusión
- Kenny Aaronson – bajo eléctrico

Personal técnico
- Kenny Kerner – productor (todas las canciones)
- Richie Wise – productor (todas las canciones)
- Stories – productor (1–3, 6–9)
- Larry Wilcox – arreglos (5)
- Gene Szafran – ilustración
- Joel Brodsky – fotografía
- Milton Sincoff – embalaje

## Posicionamiento
| Gráfica (1974)                                        | Pico de posición |
| ----------------------------------------------------- | ---------------- |
| Estados Unidos (Billboard Bubbling Under the Top LPs) | 208              |